# Dispositivo de eutanásia
Um dispositivo de eutanásia é uma máquina projetada para permitir que um indivíduo morra rapidamente com o mínimo de dor. Os dispositivos mais comuns são aqueles projetados para ajudar pessoas com doenças terminais a morrer por eutanásia voluntária ou suicídio assistido sem dor prolongada. Eles podem ser operados por uma segunda pessoa, como um médico, ou pela pessoa que deseja morrer. Há um debate em andamento sobre a ética da eutanásia e o uso de dispositivos de eutanásia.

## Dispositivos notáveis

### Thanatron
Inventado por Jack Kevorkian, que usou este dispositivo e o chamou de "Thanatron" ou máquina da morte em homenagem ao daemon grego, Tânato. Funcionou apertando um botão para entregar as drogas de eutanásia mecanicamente através de uma IV. Ele tinha três latas montadas em uma armação de metal. Cada frasco tinha uma seringa conectada a uma única linha intravenosa no braço da pessoa. Um continha solução salina, um continha um barbitúrico indutor do sono chamado tiopental sódico e o último uma mistura letal de cloreto de potássio, que imediatamente parava o coração, e brometo de pancurônio, um medicamento paralítico para prevenir espasmos durante o processo de morte. Duas mortes foram assistidas com este método.

### Deliverance Machine

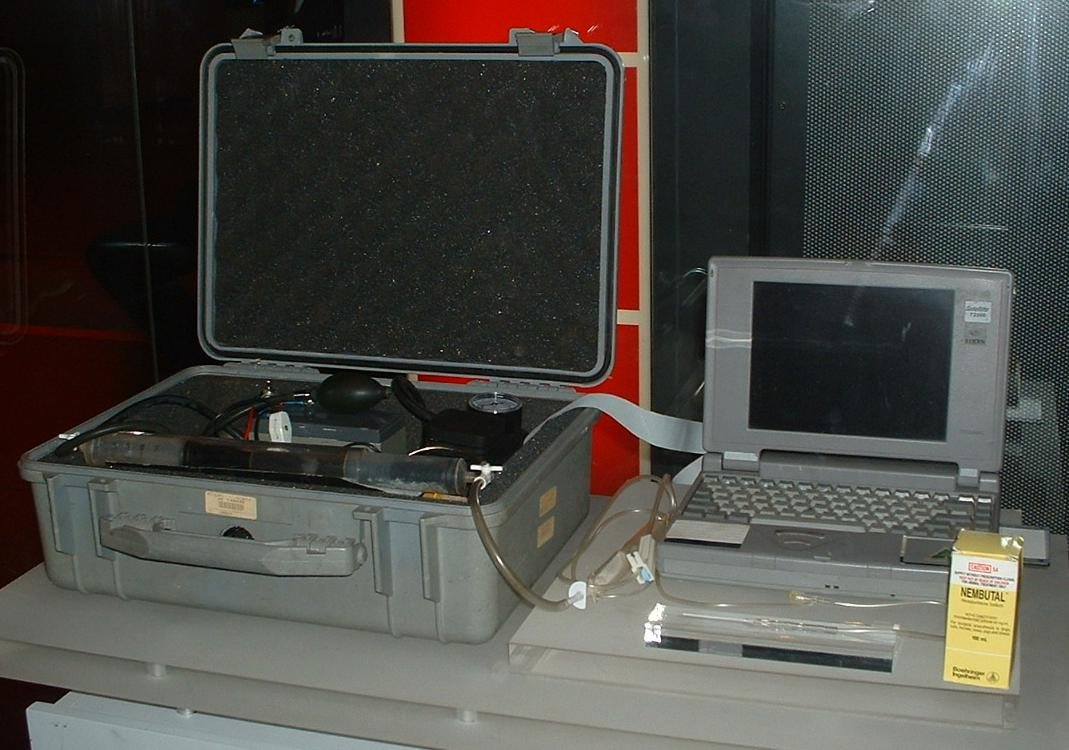
A "Deliverance Machine" de Philip Nitschke

A Deliverance Machine foi inventada por Philip Nitschke. Consistia em um software intitulado Deliverance, que vinha em um laptop especial que podia ser conectado a uma intravenosa no braço de uma pessoa. O programa de computador fazia uma série de perguntas para confirmar a intenção da pessoa de morrer. Após responder afirmativamente a todas as questões, era acionada uma injeção letal de barbitúricos.
Em entrevista, Nitschke disse que, mesmo que fosse legal um médico aplicar uma injeção letal, ele preferia que o paciente tivesse o controle da administração dos medicamentos. Reduzir o papel de um médico também permitiu que um paciente ficasse sozinho com sua família durante o processo de eutanásia.
A máquina foi usada, legalmente, enquanto a Lei dos Direitos dos Doentes Terminais do Território do Norte Australiano de 1995 estava em vigor; o ato acabou sendo anulado pela legislação do Parlamento australiano. A máquina foi exposta no Museu Britânico de Ciência.